# Zeffiro (cacciatorpediniere 1905)
Lo Zeffiro è stato un cacciatorpediniere della Regia Marina.

## Storia
Nel 1912 l'unità, come del resto tutte le navi gemelle, fu sottoposta a radicali lavori di modifica: l'alimentazione delle caldaie, inizialmente a carbone, divenne a nafta, mentre l'armamento vide la sostituzione dei cannoni da 57/43 mm con 4 pezzi da 76/40, e dei quattro tubi lanciasiluri da 356 mm con altrettanti da 450 mm. Anche la sagoma della nave fu profondamente modificata: dai due corti e tozzi fumaioli esistenti si passò a tre fumaioli di minori dimensioni e forma più snella.
Lo Zeffiro partecipò ad uno dei primi scontri della guerra italo-turca. Nel pomeriggio del 29 settembre 1911 prese parte, insieme a numerose altre siluranti, ad uno scontro con due torpediniere turche, la Tokat e l’Antalya, uscite dal porto di Prevesa. Lo Zeffiro, insieme ai cacciatorpediniere Alpino e Carabiniere ed alla torpediniera Spiga, circondò l’Antalya, che, gravemente danneggiata, andò ad incagliarsi e venne catturata, per poi essere finita a cannonate dall’Alpino (anche la Tokat fu poi affondata da altre navi italiane insieme ad una cannoniera).

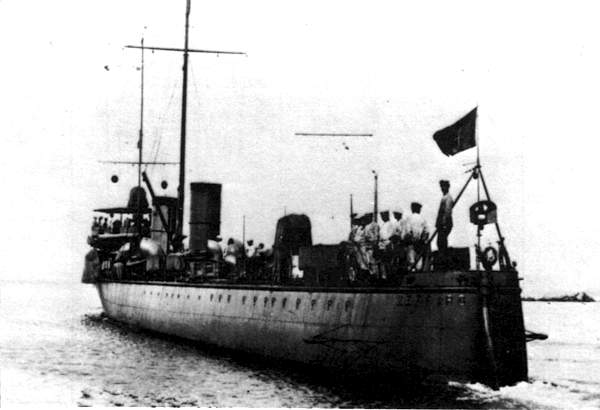
Lo Zeffiro nella configurazione originaria a due fumaioli

Nel 1914-1918, a seguito di ulteriori modifiche, sullo Zeffiro furono installate le attrezzature necessarie a posa 10-16 mine.
All'entrata dell'Italia nella prima guerra mondiale lo Zeffiro faceva parte della IV Squadriglia Cacciatorpediniere, di base a Brindisi, che formava unitamente ai cacciatorpediniere Ascaro, Alpino, Carabiniere, Pontiere e Fuciliere. Comandava la nave il capitano di corvetta Arturo Ciano.
A due ore dalla dichiarazione di guerra, alle due di notte del 24 maggio 1915, lo Zeffiro imboccò il canale navigabile che portava a Porto Buso, località della laguna di Grado ove sorgevano una caserma ed un porticciolo austroungarici. Giunto a circa 500 metri dalla caserma (intorno alle 3 di notte), il cacciatorpediniere lanciò un siluro contro il pontile, danneggiandolo, distrusse i motoscafi e le imbarcazioni lì ormeggiate, cannoneggiò la caserma e la torretta di guardia danneggiandole ed incendiandole; della guarnigione, 11 uomini rimasero uccisi nel cannoneggiamento od annegarono nel tentativo di fuggire, 23 – solo 6 dei quali, tuttavia, erano effettivamente a Porto Buso al momento dell'attacco – raggiunsero le proprie linee, 48, compreso l'ufficiale comandante, tenente Mareth, si arresero e furono presi a bordo dello Zeffiro, che li condusse a Venezia, ove giunse alle 6 del mattino.
Il 30 aprile 1916 la nave salpò per posare un campo minato al largo di Sebenico, ma s'imbatté nelle navi ospedale Anfitride e Tirol e dovette quindi rientrare alla base.  Nelle notti tra il 3 ed il 4 e tra il 4 ed il 5 maggio lo Zeffiro ed il Fuciliere poterono effettuare la posa di un campo minato nelle acque di Sebenico.
All'alba del 12 maggio 1916 l'unità – al comando del capitano di fregata Costanzo Ciano, fratello del precedente comandante, e con a bordo in qualità di pilota il tenente di vascello ed irredentista Nazario Sauro –, con l'appoggio dei cacciatorpediniere Alpino e Fuciliere e delle torpediniere costiere 40 PN e 46 OS, penetrò nel porto di Parenzo; un gruppo di marinai dello Zeffiro (frattanto raggiunto anche dalle altre navi), tra cui lo stesso Sauro, catturarono un gendarme e si fecero indicare la posizione di un hangar per aerei, contro il quale alle 4.50 iniziò un cannoneggiamento che durò una ventina di minuti. Mentre l'hangar era danneggiato da qualche colpo da 76 mm delle navi italiane, queste venivano a loro volta prese di mira dal tiro delle batterie costiere e poi da 10 idrovolanti (che si scontrarono con due velivoli italiani ed uno francese); tutte le unità riuscirono comunque a rientrare alla base, lamentando però qualche danno, quattro morti ed alcuni feriti.

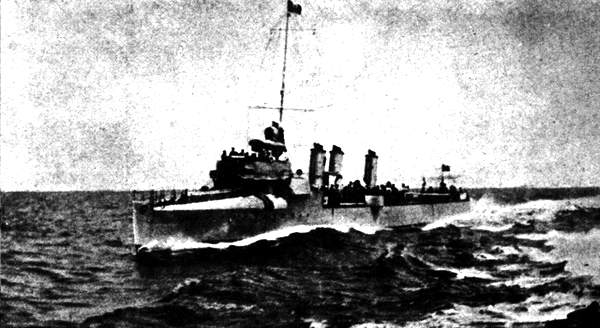
Lo Zeffiro in navigazione

Il 18 luglio dello stesso anno lo Zeffiro trainò – fino ad una ventina di miglia da Meleda – ed appoggiò, insieme alle torpediniere Climene e Procione, tre idrovolanti («L 141», «L 156», «L 157») che effettuarono un'infruttuosa incursione nel canale della Morlacca (tra Pago e la costa dalmata), che si risolse senza risultati e con la perdita di due velivoli.
Il 24 settembre 1917 Zeffiro, Pontiere e Carabiniere salparono da Venezia per intervenire in uno scontro tra le torpediniere costiere 9 PN, 10 PN, 11 PN e 12 PN e quattro cacciatorpediniere austro-ungarici, ma il combattimento ebbe termine, in seguito all'intervento di aerei italiani, prima dell'arrivo delle navi salpate da Venezia.
Nel primo dopoguerra, tra il 1919 ed il 1921, la nave subì nuove modifiche alle sovrastrutture ed all'apparato motore: vennero eliminati una caldaia e di conseguenza uno dei tre fumaioli, mentre la sovrastruttura della plancia venne arretrata. In seguito a tali modifiche la potenza dell'apparato motore scese a 3400 HP, e la velocità a 25 nodi. Venne inoltre sbarcato un pezzo da 76 mm, rimpiazzato da una mitragliera contraerea da 6,5/80 mm.
Declassato a torpediniera nel luglio del 1921, lo Zeffiro fu radiato nel marzo 1924 ed avviato alla demolizione.